# Бентеке, Кристиан
Кристиа́н Бентеке́ Лиоло́ (фр. Christian Benteke Liolo; род. 3 декабря 1990, Киншаса, Заир) — бельгийский футболист, нападающий американского клуба «Ди Си Юнайтед». Выступал за национальную сборную Бельгии.

## Биография
Бентеке родился в Киншасе в 1990 году. Вскоре после рождения сына родители были вынуждены покинуть страну из-за политического режима Мобуту. Семья Бентеке осела на окраине Льежа, где впоследствии родился младший брат Кристиана Жонатан, также являющийся профессиональным игроком.

## Клубная карьера
Бентеке начинал играть в футбол в академии «Пьеррез», провёл здесь восемь лет, после чего был приглашён в местный «Стандард». Профессиональную карьеру Бентеке начал в 2006 году, когда присоединился к составу клуба «Генк». На старте сезона 2008/09 Кристиан вернулся в родной город, подписав профессиональный контракт со «Стандардом». В том сезоне юный форвард смог забить 3 гола в 9 матчах и стал чемпионом страны.
Закрепиться в основе «Стандарда» Кристиан не смог, поэтому уже в сезоне 2009/10 отправился на правах аренды в «Кортрейк». В этой команде забил 14 голов, включая 5 — на стадии плей-офф. Скромная команда смогла занять пятое место, а Бентеке был признан лучшим игроком сезона и вернулся в «Стандард». Несмотря на явный прогресс, достигнутый молодым Бентеке, руководство льежской команды не видело в нём игрока основы. Летом 2010 года нападающий стал «разменной монетой» в сделке по переходу игрока «Мехелена» Алоиса Нонга в «Стандард». Кристиан ушёл в «Мехелен» на правах годичной аренды, после чего клуб мог выгодно выкупить его. Однако в том сезоне форвард забил всего 7 голов в 25 матчах, после чего вернулся в «Стандард», чтобы быть проданным в «Генк».
В сезоне 2011/12 Кристиан забил 16 голов и раздал 9 голевых передач в 32 матчах Лиги Жюпиле. Его команда заняла четвёртое место в чемпионате, а сам форвард неплохо поднялся в цене и попал в сферу интересов английских клубов. На него претендовали «Саутгемптон», «Астон Вилла» и «Вест Бромвич». «Вилланы» предложили за игрока 6 миллионов фунтов и «Генк» решил продать его.

### «Астон Вилла»
31 августа 2012 года состоялся трансфер Бентеке в английскую «Астон Виллу». 15 сентября Кристиан отметился голом в дебютном поединке против «Суонси Сити», эффектно добив мяч после неудачного выноса Эшли Уильямса. Затем он отличался в матчах против «Норвича» (1:1) и «Рединга» (1:0). Свои первые голы в кубках забил 30 октября в выездном матче Кубка Лиги против «Суиндона» (2:3). 15 декабря Бентеке смог оформить дубль в матче против «Ливерпуля» (3:1) на «Энфилде». В этом же поединке он отметился великолепной голевой передачей пяткой на Ваймана. После трёх месяцев на «Вилла Парк» Бентеке считался главным открытием сезона 2012/13, попав в сферу интересов «Тоттенхэма» и «Атлетико». Менеджер «вилланов» Пол Ламберт заявил, что трансферная стоимость форварда удвоилась, поэтому потенциальным покупателям придётся неплохо раскошелиться. Во второй половине сезона Бентеке продолжил регулярно забивать, наколотив в общей сложности 23 гола в 39 матчах.
После сохранения прописки в элитном дивизионе менеджеры «Астон Виллы» пообещали удвоить зарплату бельгийца. Однако к тому времени на игрока претендовали «Челси», «Ливерпуль» и «Тоттенхэм», поэтому он подал запрос о трансфере. Руководство «вилланов» решило пойти другим путём и подняло цену до 30 миллионов фунтов, что в итоге отпугнуло всех потенциальных покупателей. Кристиан подписал новый контракт до 2017 года и начал второй сезон на «Вилла Парк».
В одном из товарищеских матчей «Виллы» перед стартом нового сезона Бентеке сломал ключицу защитнику «Малаги» Велигтону. В сентябре бельгиец и сам получил травму, выбыв почти на полтора месяца. Почти весь второй сезон в Англии Кристиан боролся с травмами и голевой засухой. Он забил в два раза меньше голов, но по-прежнему высоко котировался в европейских грандах. Весной 2014 на него претендовали дортмундская «Боруссия», «Ювентус», «Лацио», «Милан», «Атлетико» и «Арсенал», однако в начале апреля форвард получил тяжёлую травму и выбыл на полгода. Свой следующий матч бельгиец провел лишь 4 октября 2014 года против «Манчестер Сити» (0:2). Свой первый гол в новом сезоне забил лишь 2 декабря в выездном поединке против «Кристал Пэлас» (0:1).
Постепенно Бентеке набирал оптимальную форму, а после прихода в команду Тима Шервуда начал забивать. 4 января 2015 года он забил единственный гол в домашнем матче Кубка Англии против «Блэкпула» (1:0). В апреле Кристиан забил пять голов в четырёх матчах, включая хет-трик в противостоянии с «Куинз Парк Рейнджерс». Голы Бентеке также принесли «львам» победы над «Тоттенхэмом» (1:0) и «Ливерпулем» (2:1), благодаря чему «Астон Вилла» смогла сохранить прописку в элитном дивизионе. Бентеке был признан лучшим игроком апреля, а в следующем месяце сыграл в финале Кубка Англии против «Арсенала» (0:4).
Летом 2015 Бентеке стал одним из главных ньюсмейкеров на трансферном рынке. В самом начале июня его агент ясно дал понять, что форвард не будет продлевать контракт с «Астон Виллой» и готов рассмотреть предложения английских клубов. В приоритете были команды, готовые предложить оклад в 150 000 фунтов в неделю и участие в Еврокубках. В июле «Ливерпуль» и «Астон Вилла» начали долгие переговоры о трансфере Кристиана. Главные тренеры обеих команд до последнего утверждали, что ничего об этом не знают.

### «Ливерпуль»
22 июля 2015 года перешёл в «Ливерпуль» за 46,2 миллиона евро. Бентеке стал на тот момент самым дорогим бельгийским игроком. В своем первом интервью в качестве игрока «мерсисайдцев» Бентеке рассказал о причинах, побудивших его перебраться в «Ливерпуль»:
Я пришел сюда за трофеями. Я собираюсь забивать множество голов за эту команду. Это то, ради чего я играю в футбол. Уверен, что «Ливерпуль» — подходящий вариант. У нас с тренером была хорошая беседа, я хотел стать частью этого проекта.
«Ливерпуль» в свою очередь провернул самую крупную сделку на внутреннем рынке. 2 августа Кристиан дебютировал в новой команде в поединке против «Суиндона» (2:1), отметившись первым голом в футболке «мерсисайдцев». 17 августа Бентеке провёл первый домашний матч на «Энфилде», забив единственный мяч в ворота «Борнмута» (1:0). Однако затем у него начались проблемы. Он получил несколько травм и потерял место в основе. Бентеке стал все чаще промахиваться из убойных позиции и критиковался фанатами «красных».
Уже к ноябрю форвард прочно засел на скамейке запасных, пока в команду не пришёл Юрген Клопп. Немецкий специалист вновь начал доверять бельгийцу, который отблагодарил двумя победными мячами в поединках против «Лестера» (1:0) и «Сандерленда» (0:1). К концовке сезона Кристиан разочаровал и Клоппа, который усадил его на скамейку запасных. Трансфер бельгийца в «Ливерпуль» был признан одним из самых провальных в том сезоне. «Ливерпуль» задумался над продажей нападающего, на которого претендовали некоторые середняки АПЛ, «Атлетико» и китайские команды.

### «Кристал Пэлас»
20 августа 2016 года Бентеке перешёл в «Кристал Пэлас» за 31,2 млн евро. Дебют футболиста за лондонский клуб состоялся 23 августа в матче 1/32 Кубка Лиги против «Блэкпула» (2:0). Свой первый гол за новую команду забил 10 сентября в 4-м туре, поразив ворота «Мидлсбро» (2:1) на 16-й минуте матча.
3 июня 2021 года контракт был продлён — до 30 июня 2023 года.

### «Ди Си Юнайтед»
5 августа 2022 года Бентеке перешёл в клуб MLS «Ди Си Юнайтед», подписав в качестве назначенного игрока 2,5-летний контракт до конца сезона 2024 с опцией продления на сезон 2025. В американской лиге дебютировал 31 августа в матче против «Нью-Йорк Сити», выйдя на замену на 73-й минуте вместо Олы Камары. 18 сентября в матче против «Интер Майами» забил свой первый гол в MLS. Бентеке был отобран в число участников Матча всех звёзд MLS 2023, в котором сборная звёзд MLS принимала английский «Арсенал».

## Карьера в сборной
С командой до 17 сыграл на чемпионате мира, где забил 2 гола в 3 матчах. В возрасте до 19 лет забивал в среднем по голу за матч и получал капитанскую повязку.
В составе сборной Бельгии Кристиан Бентеке дебютировал в 2010 году и с этого момента регулярно стал привлекаться к международным играм. Кристиан на тренировке своей команды получил травму сухожилия из-за чего пропустил чемпионат мира в Бразилии. Неудачный сезон в «Ливерпуле» стоил Бентеке места в основе сборной Бельгии на Евро-2016. Здесь он выходил в концовке матчей, а его команда дошла до четвертьфинала, где проиграла Уэльсу (1:3).
10 октября 2016 года забил самый быстрый гол в истории отборочных и финальных турниров чемпионатов мира, поразив ворота сборной Гибралтара менее чем через 7 секунд после начала матча. Матч проходил в рамках отборочного турнира на чемпионат мира в России и закончился со счётом 6:0 в пользу бельгийской команды. Бентеке оформил хет-трик.

## Клубная статистика
по состоянию на 25 февраля 2024
| Выступление       | Выступление      | Выступление      | Чемпионат | Чемпионат | Кубки | Кубки | Континент | Континент | Прочие | Прочие | Итого | Итого |
| Клуб              | Лига             | Сезон            | Игры      | Голы      | Игры  | Голы  | Игры      | Голы      | Игры   | Голы   | Игры  | Голы  |
| ----------------- | ---------------- | ---------------- | --------- | --------- | ----- | ----- | --------- | --------- | ------ | ------ | ----- | ----- |
| Генк              | Лига Жюпиле      | 2007/08          | 7         | 1         | 0     | 0     | 0         | 0         | 0      | 0      | 7     | 1     |
| Генк              | Лига Жюпиле      | 2008/09          | 3         | 0         | 0     | 0     | 0         | 0         | 0      | 0      | 3     | 0     |
| Генк              | Итого            | Итого            | 10        | 1         | 0     | 0     | 0         | 0         | 0      | 0      | 10    | 1     |
| Стандард (Льеж)   | Лига Жюпиле      | 2008/09          | 9         | 3         | 0     | 0     | 2         | 0         | 0      | 0      | 11    | 3     |
| Стандард (Льеж)   | Лига Жюпиле      | 2010/11          | 5         | 0         | 0     | 0     | 0         | 0         | 0      | 0      | 5     | 0     |
| Стандард (Льеж)   | Лига Жюпиле      | 2011/12          | 4         | 0         | 0     | 0     | 4         | 0         | 1      | 0      | 9     | 0     |
| Стандард (Льеж)   | Итого            | Итого            | 18        | 3         | 0     | 0     | 6         | 0         | 1      | 0      | 25    | 3     |
| Кортрейк (аренда) | Лига Жюпиле      | 2009/10          | 34        | 14        | 4     | 2     | 0         | 0         | 0      | 0      | 38    | 16    |
| Кортрейк (аренда) | Итого            | Итого            | 34        | 14        | 4     | 2     | 0         | 0         | 0      | 0      | 38    | 16    |
| Мехелен (аренда)  | Лига Жюпиле      | 2010/11          | 18        | 6         | 2     | 1     | 0         | 0         | 0      | 0      | 20    | 7     |
| Мехелен (аренда)  | Итого            | Итого            | 18        | 6         | 2     | 1     | 0         | 0         | 0      | 0      | 20    | 7     |
| Генк              | Лига Жюпиле      | 2011/2012        | 32        | 16        | 1     | 0     | 0         | 0         | 0      | 0      | 33    | 16    |
| Генк              | Лига Жюпиле      | 2012/2013        | 5         | 3         | 0     | 0     | 3         | 1         | 0      | 0      | 8     | 4     |
| Генк              | Итого            | Итого            | 37        | 19        | 1     | 0     | 3         | 1         | 0      | 0      | 41    | 20    |
| Астон Вилла       | Премьер-лига     | 2012/13          | 34        | 19        | 5     | 4     | 0         | 0         | 0      | 0      | 39    | 23    |
| Астон Вилла       | Премьер-лига     | 2013/14          | 26        | 10        | 2     | 1     | 0         | 0         | 0      | 0      | 28    | 11    |
| Астон Вилла       | Премьер-лига     | 2014/15          | 29        | 13        | 5     | 2     | 0         | 0         | 0      | 0      | 34    | 15    |
| Астон Вилла       | Итого            | Итого            | 89        | 42        | 12    | 7     | 0         | 0         | 0      | 0      | 101   | 49    |
| Ливерпуль         | Премьер-лига     | 2015/16          | 29        | 9         | 6     | 0     | 7         | 1         | 0      | 0      | 42    | 10    |
| Ливерпуль         | Итого            | Итого            | 29        | 9         | 6     | 0     | 7         | 1         | 0      | 0      | 42    | 10    |
| Кристал Пэлас     | Премьер-лига     | 2016/17          | 36        | 15        | 4     | 2     | 0         | 0         | 0      | 0      | 40    | 17    |
| Кристал Пэлас     | Премьер-лига     | 2017/18          | 31        | 3         | 0     | 0     | 0         | 0         | 0      | 0      | 31    | 3     |
| Кристал Пэлас     | Премьер-лига     | 2018/19          | 16        | 1         | 3     | 0     | 0         | 0         | 0      | 0      | 19    | 1     |
| Кристал Пэлас     | Премьер-лига     | 2019/20          | 24        | 2         | 1     | 0     | 0         | 0         | 0      | 0      | 25    | 2     |
| Кристал Пэлас     | Премьер-лига     | 2020/21          | 30        | 10        | 1     | 0     | 0         | 0         | 0      | 0      | 31    | 10    |
| Кристал Пэлас     | Премьер-лига     | 2021/22          | 25        | 4         | 6     | 0     | 0         | 0         | 0      | 0      | 31    | 4     |
| Кристал Пэлас     | Итого            | Итого            | 162       | 35        | 15    | 2     | 0         | 0         | 0      | 0      | 177   | 37    |
| Ди Си Юнайтед     | MLS              | 2022             | 7         | 1         | 0     | 0     | 0         | 0         | 0      | 0      | 7     | 1     |
| Ди Си Юнайтед     | MLS              | 2023             | 31        | 14        | 0     | 0     | 3         | 0         | 0      | 0      | 34    | 14    |
| Ди Си Юнайтед     | MLS              | 2024             | 30        | 23        | 0     | 0     | 3         | 2         | 0      | 0      | 33    | 25    |
| Ди Си Юнайтед     | MLS              | 2025             | 14        | 6         | 0     | 0     | 0         | 0         | 0      | 0      | 14    | 6     |
| Ди Си Юнайтед     | Итого            | Итого            | 82        | 44        | 0     | 0     | 6         | 2         | 0      | 0      | 88    | 46    |
| Всего за карьеру  | Всего за карьеру | Всего за карьеру | 479       | 173       | 40    | 12    | 22        | 4         | 1      | 0      | 542   | 189   |

## Достижения

### Командные
«Стандард» (Льеж)
- Чемпион Бельгии: 2008/09

### Личные
- Игрок месяца английской Премьер-лиги: апрель 2015
- Участник Матча всех звёзд MLS: 2023
- Символическая сборная года MLS: 2024
- Золотая бутса MLS: 2024